# Maguarichi
Maguarichi è un comune del Messico, situato nello stato di Chihuahua, il cui capoluogo è la località omonima.